# Кукели, Бурим
Бурим Кукели (алб. Burim Kukeli; 16 января 1984 года, Джяковица) — албанский футболист, полузащитник. Главный тренер молодёжной команды швейцарского клуба «Грассхоппер».

## Клубная карьера
Бурим Кукели — воспитанник швейцарского клуба «Золотурн». Также поиграл за молодёжные команды «Ванген-бай-Ольтена» и «Цофинген», за «Цофинген» Кукели в сезоне 2004/05 выступал в Первой лиге (третий уровень в системе швейцарских футбольных лиг). 24 октября 2004 года Кукели отыграл все 90 минут матча против клуба Суперлиги «Шаффхаузен», проходившего в рамках второго раунда Кубка Швейцарии 2004/05.
В январе 2008 года Кукели перешёл в клуб Суперлиги «Люцерн». В главной швейцарской лиге он дебютировал 15 марта того же года в гостевом поединке против «Грассхоппера», заменив в перерыве полузащитника Алена Висса. 29 августа 2009 года Кукели забил свой первый гол в рамках Суперлиги, установив на 80-й минуте окончательный счёт в домашней игре против «Санкт-Галлена».
Летом 2012 года Кукели подписал трёхлетний контракт с «Цюрихом».

## Карьера в сборной
7 сентября 2012 года Бурим Кукели дебютировал за сборную Албании в домашнем матче против сборной Кипра, выйдя в стартовом составе. Игра проходила в рамках отборочного турнира Чемпионата мира 2014 года.

## Статистика выступлений

### В сборной
| Матчи и голы Бурима Кукели за сборную Албании | Матчи и голы Бурима Кукели за сборную Албании | Матчи и голы Бурима Кукели за сборную Албании | Матчи и голы Бурима Кукели за сборную Албании | Матчи и голы Бурима Кукели за сборную Албании | Матчи и голы Бурима Кукели за сборную Албании | Матчи и голы Бурима Кукели за сборную Албании |
| №                                             | Дата                                          | Место проведения                              | Соперник                                      | Счёт                                          | Голы                                          | Соревнование                                  |
| --------------------------------------------- | --------------------------------------------- | --------------------------------------------- | --------------------------------------------- | --------------------------------------------- | --------------------------------------------- | --------------------------------------------- |
| 1                                             | 7 сентября 2012                               | Кемаль Стафа, Тирана                          | Кипр                                          | 3:1                                           | —                                             | Квалификация ЧМ 2014                          |
| 2                                             | 11 сентября 2012                              | Свисспорарена, Люцерн                         | Швейцария                                     | 0:2                                           | —                                             | Квалификация ЧМ 2014                          |
| 3                                             | 12 октября 2012                               | Кемаль Стафа, Тирана                          | Исландия                                      | 1:2                                           | —                                             | Квалификация ЧМ 2014                          |
| 4                                             | 16 октября 2012                               | Кемаль Стафа, Тирана                          | Словения                                      | 1:0                                           | —                                             | Квалификация ЧМ 2014                          |
| 5                                             | 7 сентября 2014                               | Муниципальный стадион, Авейру                 | Португалия                                    | 1:0                                           | —                                             | Квалификация ЧЕ 2016                          |
| 6                                             | 11 октября 2014                               | Эльбасан Арена, Эльбасан                      | Дания                                         | 1:1                                           | —                                             | Квалификация ЧЕ 2016                          |
| 7                                             | 14 октября 2014                               | Стадион «Партизана», Белград                  | Сербия                                        | +:-                                           | —                                             | Квалификация ЧЕ 2016                          |
| 8                                             | 14 ноября 2014                                | Рут де Лорьян, Ренн                           | Франция                                       | 1:1                                           | —                                             | Товарищеский матч                             |
| 9                                             | 18 ноября 2014                                | Луиджи Феррарис, Генуя                        | Италия                                        | 0:1                                           | —                                             | Товарищеский матч                             |
| 10                                            | 29 марта 2015                                 | Эльбасан Арена, Эльбасан                      | Армения                                       | 2:1                                           | —                                             | Квалификация ЧЕ 2016                          |
| 11                                            | 4 сентября 2015                               | Паркен, Копенгаген                            | Дания                                         | 0:0                                           | —                                             | Квалификация ЧЕ 2016                          |
| 12                                            | 7 сентября 2015                               | Эльбасан Арена, Эльбасан                      | Португалия                                    | 0:1                                           | —                                             | Квалификация ЧЕ 2016                          |
| 13                                            | 11 октября 2015                               | Республиканский стадион, Ереван               | Армения                                       | 3:0                                           | —                                             | Квалификация ЧЕ 2016                          |
| 14                                            | 26 марта 2016                                 | Эрнст Хаппель, Вена                           | Австрия                                       | 1:2                                           | —                                             | Товарищеский матч                             |
| 15                                            | 29 марта 2016                                 | Жози Бартель, Люксембург                      | Люксембург                                    | 2:0                                           | —                                             | Товарищеский матч                             |

Итого: 15 матчей / 0 голов; eu-football.info.